# Barnitz (Damnatz)
Barnitz ist ein Ortsteil der Gemeinde Damnatz in der Samtgemeinde Elbtalaue im Landkreis Lüchow-Dannenberg in Niedersachsen.
Der Ort liegt einen Kilometer nördlich von Damnatz an der östlich verlaufenden Elbe.

## Geschichte
Für das Jahr 1848 wird angegeben, dass Barnitz sieben Wohngebäude hatte, in denen 54 Einwohner lebten. Zu der Zeit war der Ort nach Damnatz eingepfarrt, wo sich auch die Schule befand.
Am 1. Dezember 1910 hatte Barnitz 67 Einwohner und war eine eigenständige Gemeinde im Kreis Dannenberg.